# 절구

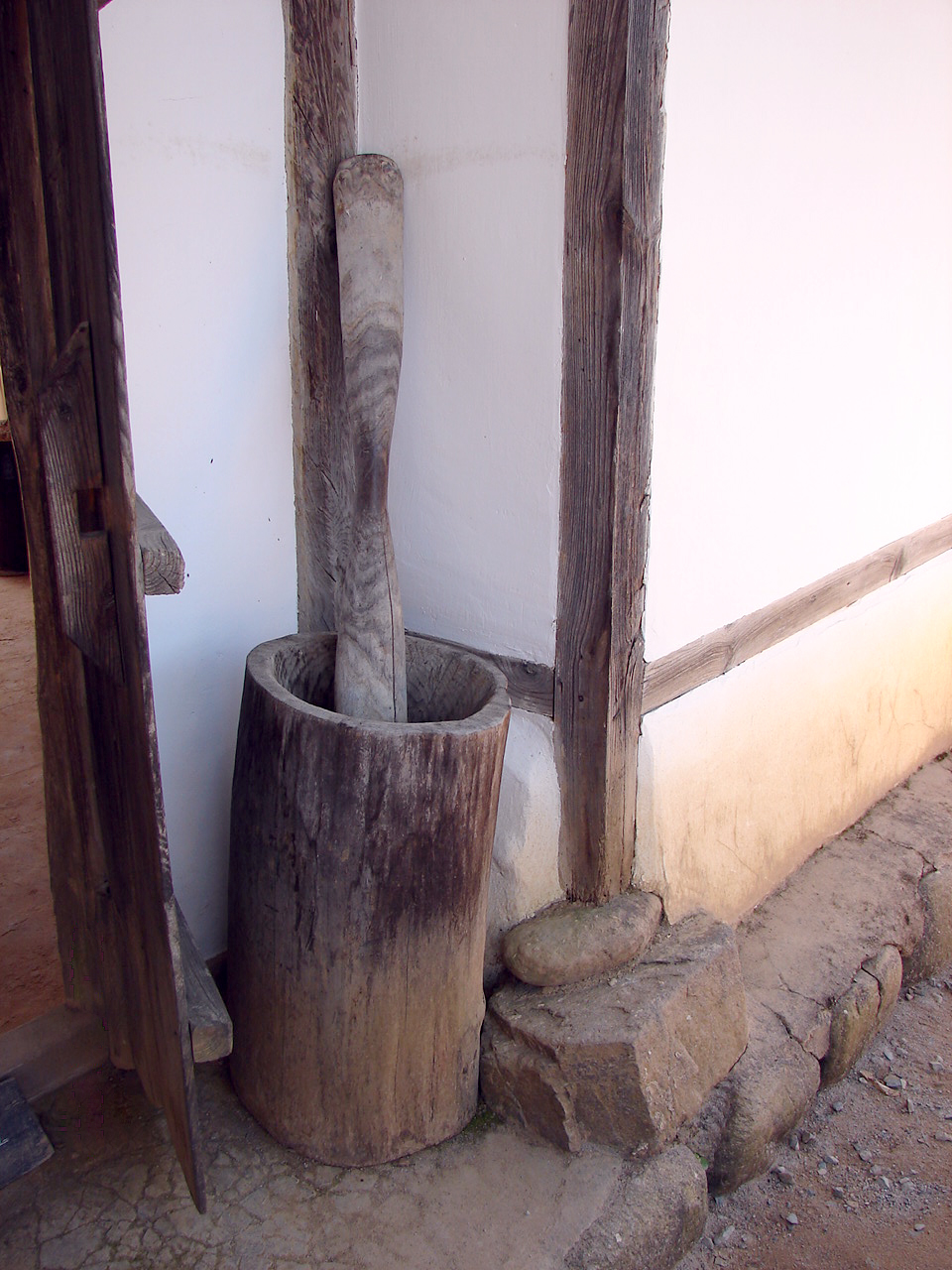
절구

절구(영어: jeolgu, traditional Korean mortar and pestle set) 또는 공이(영어: gongi)는 곡식을 빻거나 찧고 떡을 치기도 하는 도구다. 움푹 패인 통 모양의 절구통(절구)과 막대 모양의 절굿공이가 짝을 이루어 사용된다. 절구통에 재료를 넣고 방망이 모양의 절굿공이로 빻는다.
재질에 따라 나무절구와 나무공이, 돌절구와 돌공이 등이 있고 때로는 용도에 따라 쇠와 자기 등으로 만들기도 한다. 최근에는 플라스틱으로 만든 것도 사용하기도 한다.
크기에 따라 집안에서 약이나 마늘 등의 음식을 빻은 손절구와 주로 곡식 등을 빻는 대절구가 있다. 한국의 전통 절구는 혼자서 공이를 내리칠 수도 있고, 짝을 이뤄 치기도 하고 다섯 사람까지 함께 하기도 한다.
약을 갈아서 가루로 만드는 작은 절구 모양의 도구를 막자사발이라고 한다.

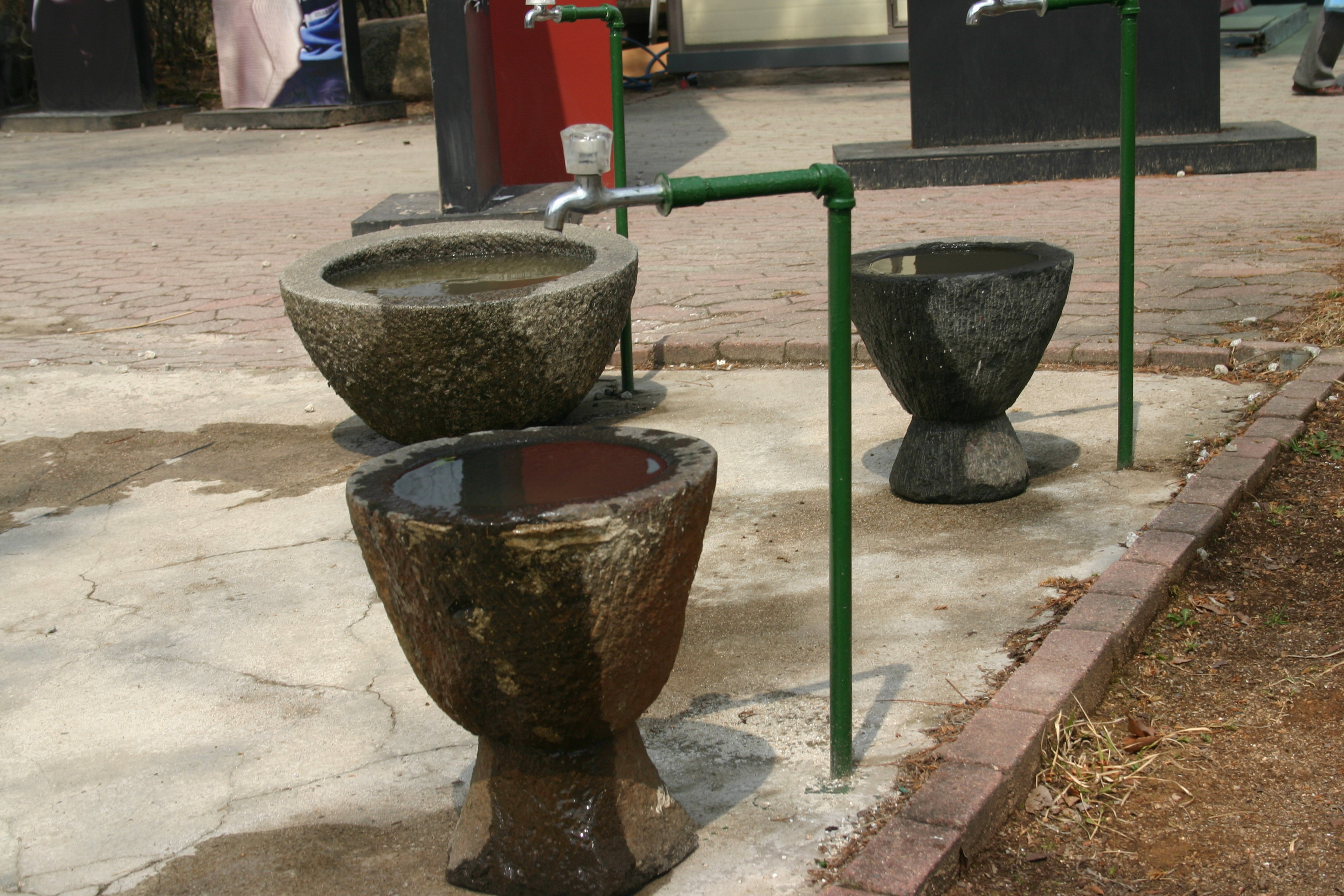
돌절구통
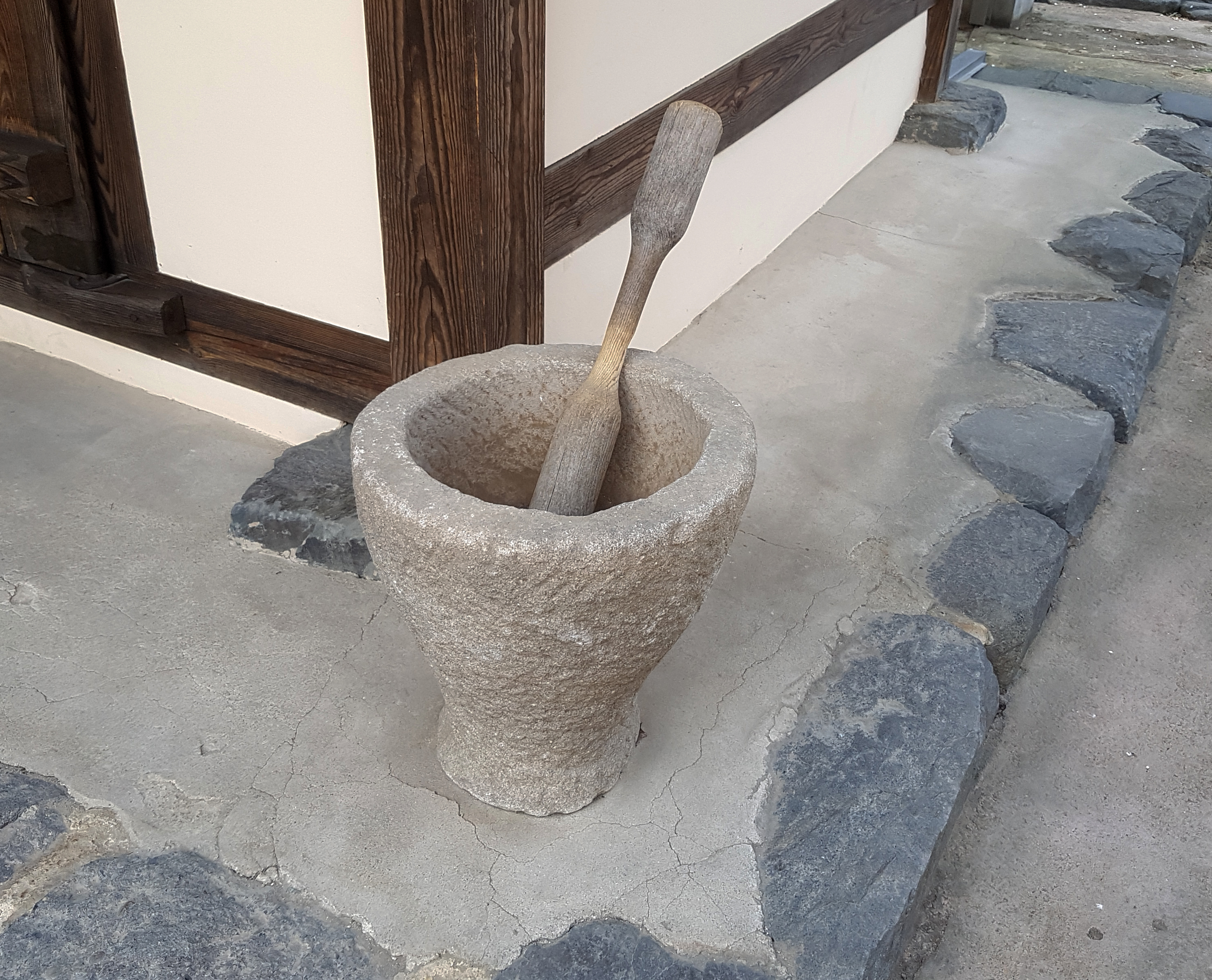
돌절구 나무공이
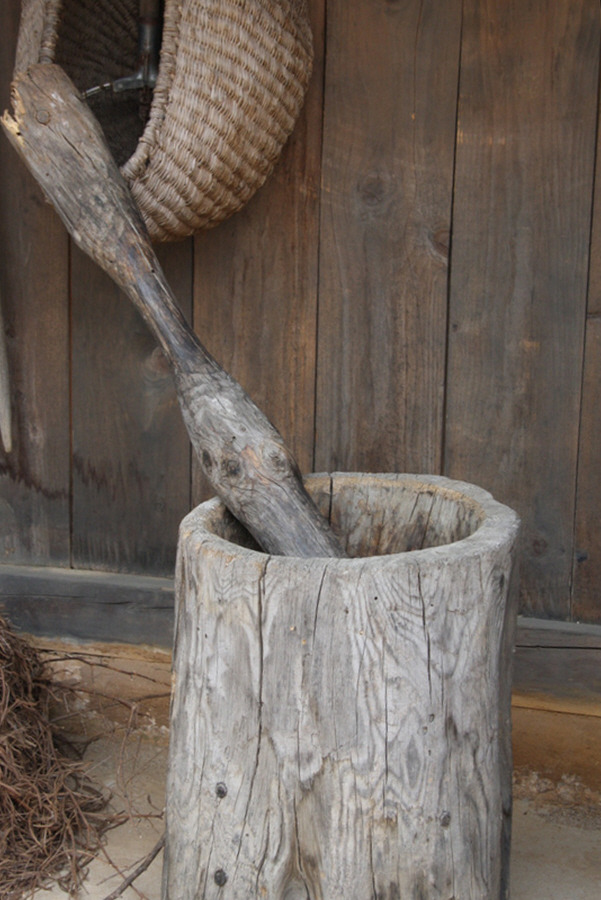
나무절구
Rio Parapiti 볼리비아

## 절구 사용 문화권
- 아시아

## 같이 보기
- 떡

1. ↑  윤치부(尹致富). “절구방아 찧는 소리”. 《국립민속박물관》.